# Цмокі-Мінськ-2
Цмокі-Мінськ-2 (біл. Цмокі-Мінск-2, рос. Цмоки-Минск-2) — білоруський баскетбольний клуб в Мінську, який виступає у Вищій лізі чемпіонату Білорусії. Є фарм-клубом «БК Цмокі-Мінськ» й базовою командою молодіжної збірної Білорусії. Баскетбольний клуб «Цмокі-Мінськ-2» створений в 2006 році, до 2012 року називався «Мінськ-2006-2».

## Історія
Виступав у Першій лізі чемпіонату Білорусії, двічі ставав переможцем цього турніру.
З 2011 року виступає у Вищій лізі чемпіонату Білорусії, ставав бронзовим призером у сезонах 2011/2012 й 2013/2014.
У 2007-2009 і з 2012 року виступає в Європейській юнацькій баскетбольній лізі (ЄЮБЛ) для гравців не старше 20 років, став переможцем цього турніру в сезоні 2014/2015.